# Riserva della biosfera Ría Celestún
La Riserva della Biosfera Ría Celestún è un'area protetta che si trova in Messico, situata nella fascia costiera nord-est della penisola dello Yucatán, tra lo Stato di Campeche e quello dello Yucatán. È circondata dalla riserva statale "del Palmar" a nord e dalla riserva federale "de los Petenes" a sud, infine, a est è bagnata dal Golfo del Messico.

## Storia
La riserva Ria Celestùn sorge nella cittadina di Celestùn nel 1979.
Il paesino, circa 6800 persone residenti nel 2010, è stato fondato nel 1718. La principale attività economica era l'estrazione artigianale di sale, abbandonata quasi del tutto a partire dagli anni settanta, quando lo sviluppo dell'attività della pesca in Yucatan interessò anche gli insediamenti costieri minori.

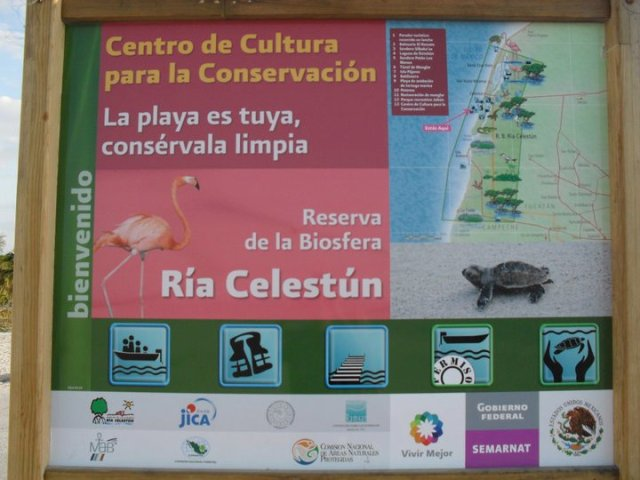
Insegna e mappa della riserva.

Risale a questo periodo l'aumento della pressione antropica sugli ecosistemi, tanto per la cattura di specie animali in mare e in laguna, quanto per gli interventi pubblici e privati che andavano sempre più espandendo il tessuto urbano della città. L'arrivo del turismo ha poi aumentato ancora di più le problematiche gestionali, soprattutto per una totale mancanza di pianificazione delle attività economiche. In poco tempo si è assistito ad una significativa riduzione delle distese di mangrovie, il cui legno veniva utilizzato per essere bruciato o per nuove costruzioni – soprattutto lungo le spiagge – e il terreno ricavato per fabbricati o attività agricole. La pesca illegale aveva preso il sopravvento sull'attività dei pescatori locali.
Gli animali erano sempre più disturbati a causa della mancanza di percorsi turistici definiti, e gli habitat sempre meno rispettati. Anche i fenicotteri avevano quasi totalmente abbandonato le lagune. La riserva naturale nasce, per decreto nel luglio del 1979, per combattere tale pressione antropica e per tutelare l'ambiente naturale e la fauna endemica. L'area nasce come Zona di rifugio faunistico e diviene, poi, nel 1988 Riserva della Biosfera con un'area di 59.130 ettari e infine il 28 febbraio del 2000 diviene riserva federale, entrando anche a far parte della rete internazionale di protezione RAMSAR.
Oggi la riserva è gestita dalla Commissione Nazionale delle Aree Naturali Protette (CONANP), un ente decentrato della Segreteria dell'Ambiente e delle Risorse Naturali (SEMARNAT).

## Il territorio

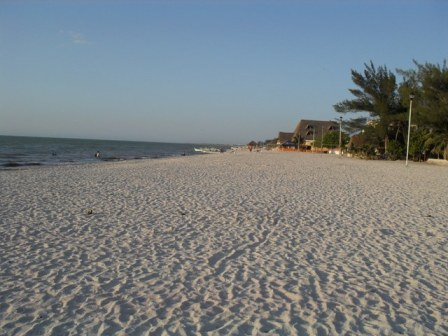
Spiaggia della riserva di Celestun

La riserva di Ria Celestun è una delle zone più interessanti della penisola dello Yucatan per valore naturalistico e paesaggistico. Il territorio ospita una gran varietà di ambienti naturali: paludale, marittimo e costiero.
Il nucleo principale si estende su una superficie di 194 ettari, ma se consideriamo l'intera area protetta, considerando quindi anche le porzioni di area marina, si arriva ad includere attualmente 81.482 ettari.
Il clima è semi-secco, caratterizzato da piogge solamente nel periodo estivo. Il territorio è quasi del tutto pianeggiante, con un'altezza massima di 3 metri sul livello del mare in alcuni punti. Si caratterizza per una grande ricchezza di ecosistemi e specie animali e vegetali, comprendenti sistemi dunali, lagune costiere, distese di mangrovie e selva secca. Centinaia di specie animali, tra crostacei, rettili, anfibi e volatili (tra cui i caratteristici fenicotteri rosa) stazionano tutto l'anno o seguono le rotte migratorie che passano per queste terre.

## La fauna

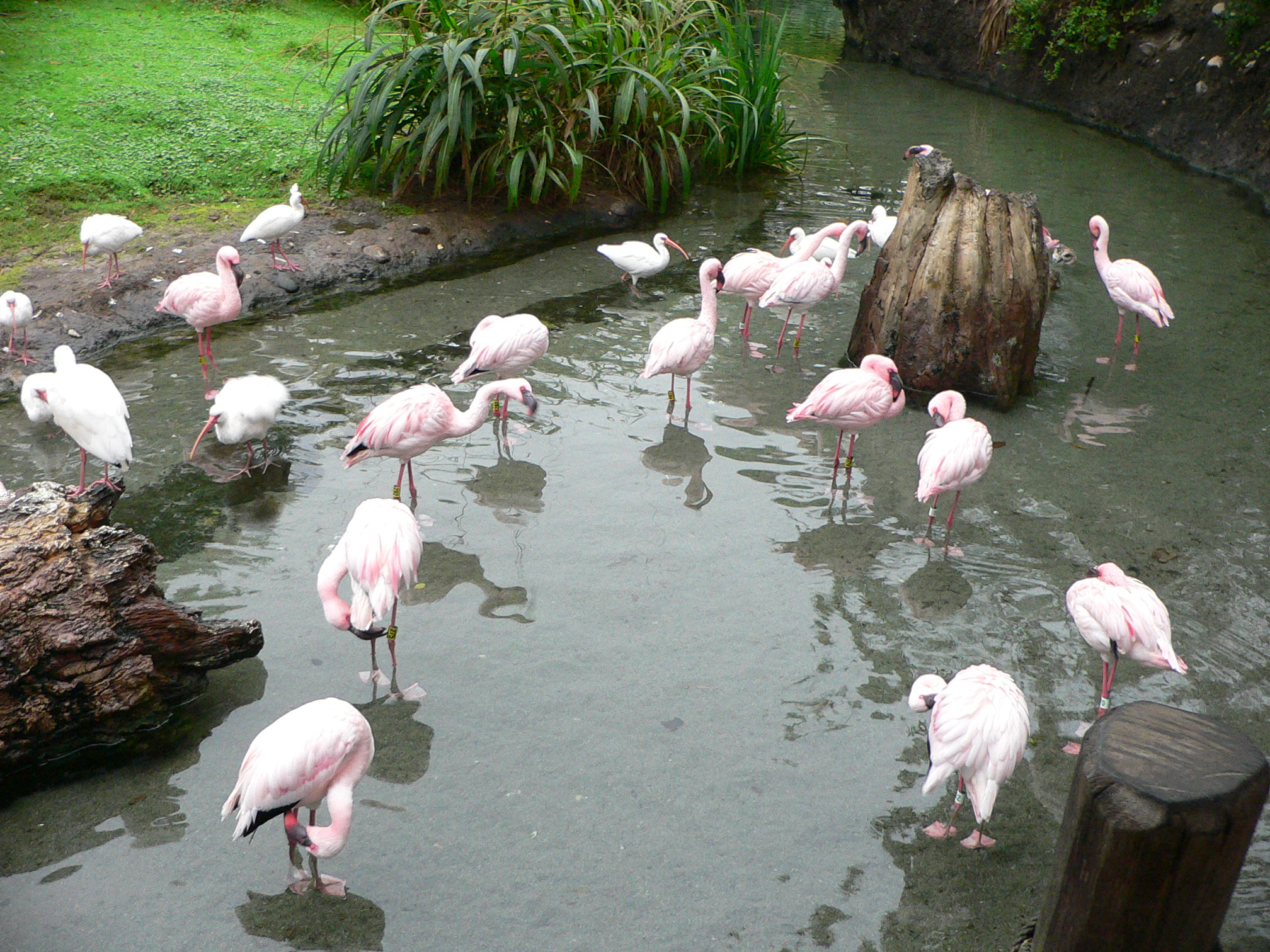
Fenicotteri rosa

Ría Celestún gode di una fauna ricca e varia che comprende circa 300 specie di uccelli, fra cui i famosi fenicotteri rosa, un gran numero di mammiferi, anfibi, rettili e una grande varietà di pesci. È proprio la fauna del luogo a rendere la cittadina famosa a livello internazionale.

### Gli uccelli
Tra le numerose specie di uccelli le specie costiere e paludali sono le garze, le anatre, i gabbiani e i piovanelli.
La regione è anche zona di riposo, alimentazione e nidificazione del fenicottero rosa.
Sono circa 28.000 i fenicotteri conteggiati nel mese di dicembre e febbraio 2010 nei fondali naturali lungo la Penisola dello Yucatan. Sono inoltre numerose le specie a rischio e in via d'estinzione come per esempio l'alzavola reale, l'avvoltoio reale, l'oca lombardella e il falco pellegrino.
Infine tra le specie endemiche va menzionato lo scricciolo dello Yucatan, che sembra dipendere dalle macchie costiere delle duna di sabbia, dove è più numeroso che in ogni altra tipo di vegetazione, e la Sheartail messicano.

### I mammiferi

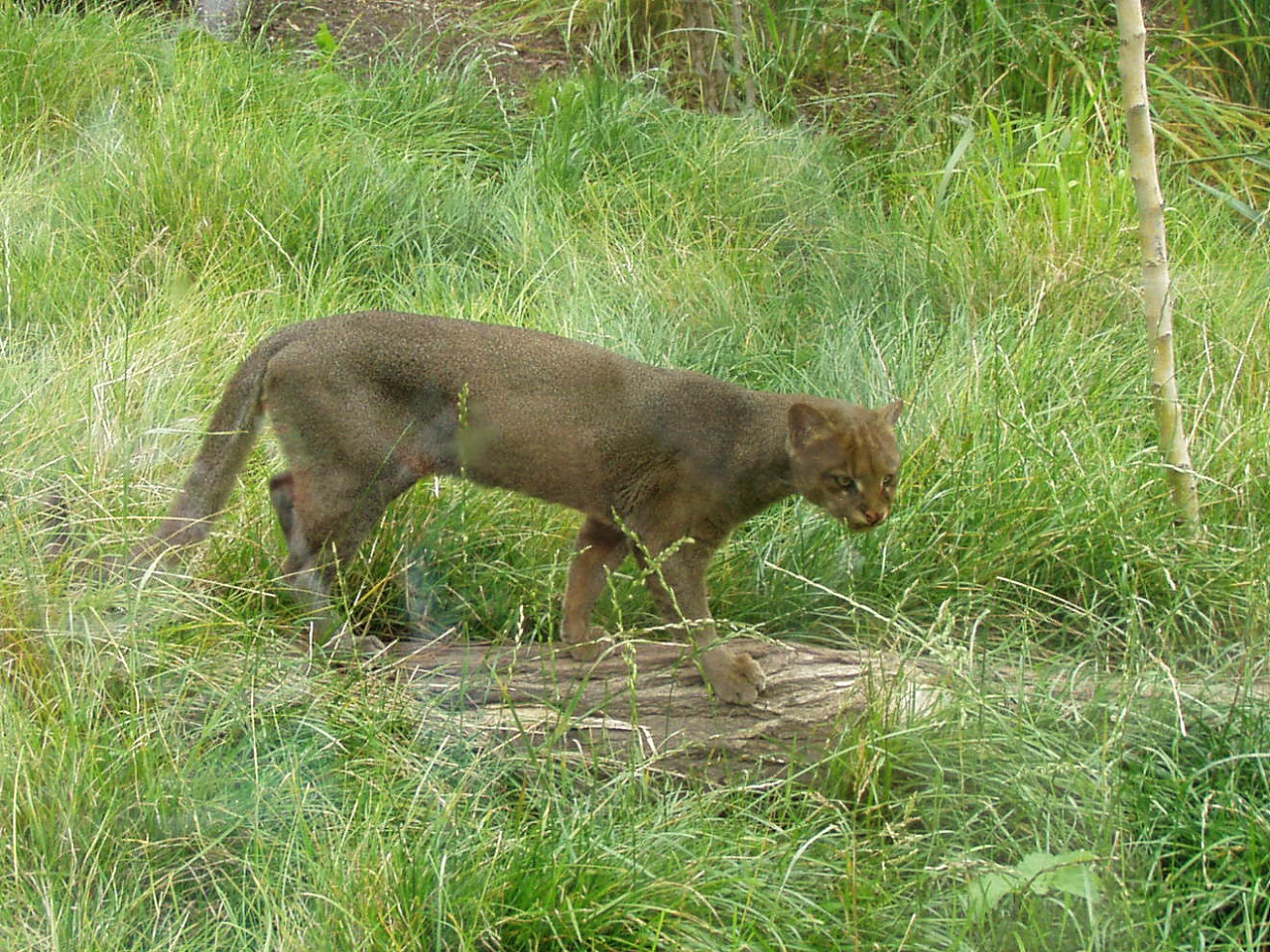
Yaguarondi in via di estinzione

Circa 75 specie di mammiferi sono stati registrati fino ad oggi, suddivisi in 11 ordini e 26 famiglie. I Chirotteri rappresentano la maggior parte di queste specie, seguiti da roditori e carnivori.
Cinque di queste specie sono rare, tra cui il toporagno e la kinkajou, otto sono in pericolo di estinzione, tra cui il formichiere e il puma Jaguarundi. Sette sono, infine, le specie sull'orlo dell'estinzione; tra esse troviamo la scimmia ragno, il giaguaro e il tapiro

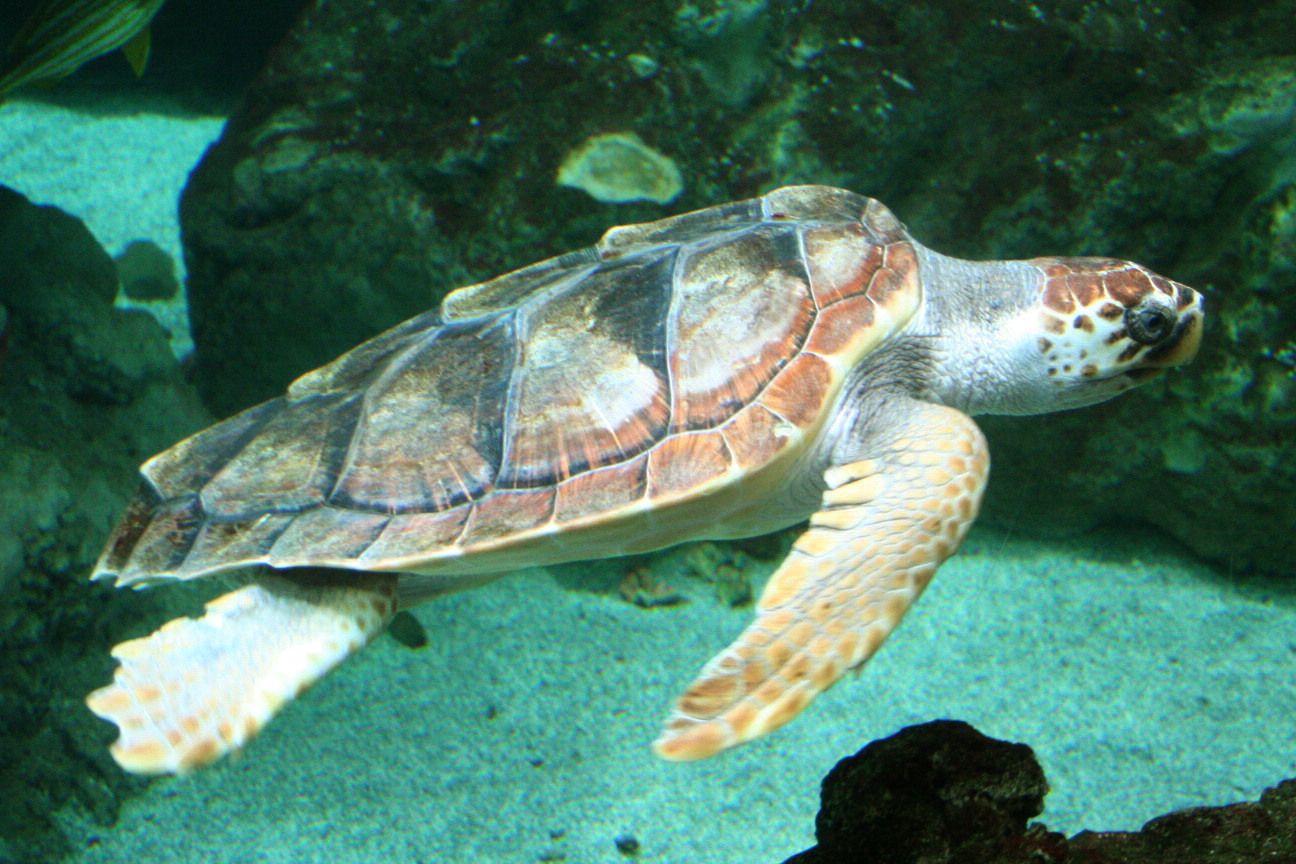
Tartaruga caretta caretta

### Gli anfibi e i rettili
Gli anfibi e i rettili individuati sino ad oggi nella riserva possono essere raggruppati in 13 specie di anfibi e 64 di rettili (36 specie dei quali sono serpenti).
Quattro di queste specie beneficiano di una protezione speciale, 12 sono considerate rare, 6 sono in via di estinzione, e tre sono in pericolo di estinzione. La tartaruga embricata e tartaruga caretta sono altre specie sull'orlo dell'estinzione e una specie che invece è considerata rara è il coccodrillo di palude.

### I pesci
Nell'area sono state individuate 104 specie di pesci, suddivise in 18 ordini e 48 famiglie; molte di esse sono endemiche, come la Gambusia yucatana.
Le paludi di canna di Ría Celestún sono importanti per l'allevamento e l'alimentazione di una grande varietà di pesci, molluschi e crostacei, che sono alla base dell'attività pesca nella regione. Alcune specie importanti per l'economia e la gastronomia locale sono i gamberetti, il polpo, il granchio blu, i Maya ciclidi, il pesce gatto e le cefali.
Specie come la spigola e il granchio di scoglio, che sono stati sottoposti per anni a pesca intensiva attraverso l'uso di apparecchiature non approvate e il mancato rispetto dei divieti di pesca, sono oggi in via di estinzione.

## La flora

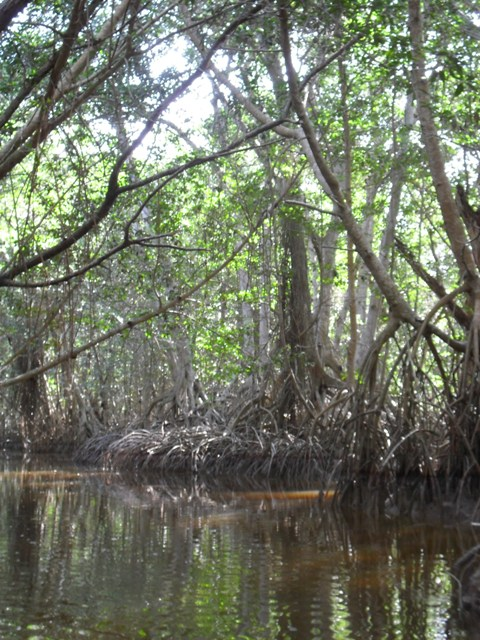
Palude di mangrovie

Ria Celestun rappresenta l'ecoregione delle foreste secche e delle foreste delle mangrovie dello Yucatan e anche l'ecoregione marina del Golfo del Messico. La Riserva rappresenta l'habitat ideale delle mangrovie, della savana, delle dune di sabbia e della vegetazione sottomarina.
Le specie vegetali endemiche delle dune di sabbia costiere di Celestún includono: yucatanensis Matelea, Exostema caribaeum e Spermacoce confusa. Altre specie degne di nota che sono in via di estinzione includono alberi di palma: chi'it (Thrinax radiata), nakax (Coccothrinax readii), kuka (Pseudophoenix sargentii) e Sabal gretheridae, classificata come rara.
Della famiglia agavaceous: il Beaucarnea pliabilis è considerato specie in pericolo di estinzione.

### Le mangrovie
Le mangrovie sono una formazione forestale costituita da alberi dotati di radici accessorie che sollevano il tronco da terra donando alla foresta paludosa un aspetto tipico e unico. Le mangrovie crescono in ambienti umidi e trovano a Celestun il loro habitat ideale al ridosso della costa. Nella riserva sono presenti mangrovie dalle radici rosse che danno all'acqua un colore marrone-rossastro tipico delle zone paludose dell'America centrale.

## Politiche
L'oggetto principale delle nuove politiche ambientali introdotte dal 2000 non sono state gli ambienti naturali, bensì la popolazione di Celestun. A loro sono state rivolte le attenzioni del biologo e quelle della squadra che si occupa della Riserva. Secondo la filosofia della Riserva è la gente del luogo la vera risorsa di un'area protetta.
In breve le azioni promosse dalla riserva sono state:

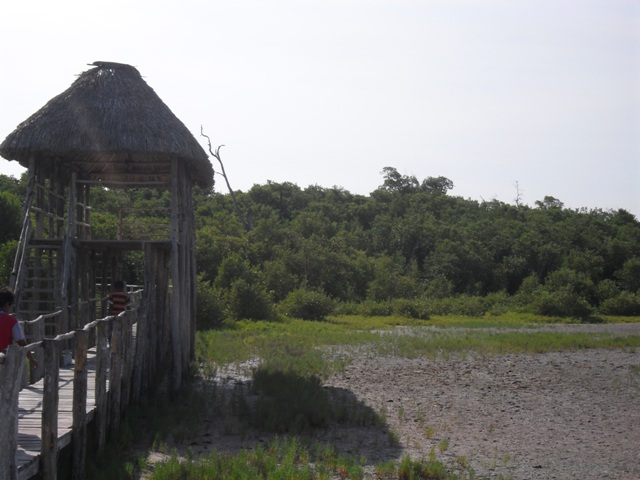
Habitat naturale degradato in via di restauro

- restaurazione degli habitat naturali degradati
- educazione ambientale e tavoli di lavoro sul trattamento dei rifiuti
- creazione di percorsi di fruizione turistica pianificati
- richieste dirette alla cittadinanza, che è stata più volte chiamata ad apportare il proprio
- contributo in idee e progetti che la riserva ha fatto propri
- diversificazione dell'offerta turistica con la realizzazione di nuove attrattive quali il ripristino degli ambienti di estrazione del sale e loro adeguamento per una fruizione sostenibile
- coinvolgimento diretto dei giovani, attraverso corsi didattici che li formassero come guide e promotori turistici
- sovvenzione dei progetti locali tramite fondi PROCODES, programmi nazionali che promuovono la conservazione degli ecosistemi mediante la diretta ed effettiva partecipazione della popolazione
- attività di formazione rivolte alla comunità locali (talleres)
- creazione di cooperative per categorie di lavoratori (pescatori, agricoltori, gondolieri, ristoratori, ecc) che insieme mettessero in rete le conoscenze di ognuno per dividere equamente il mercato turistico.
- continuo monitoraggio delle attività e dei risultati ottenuti.

## Turismo

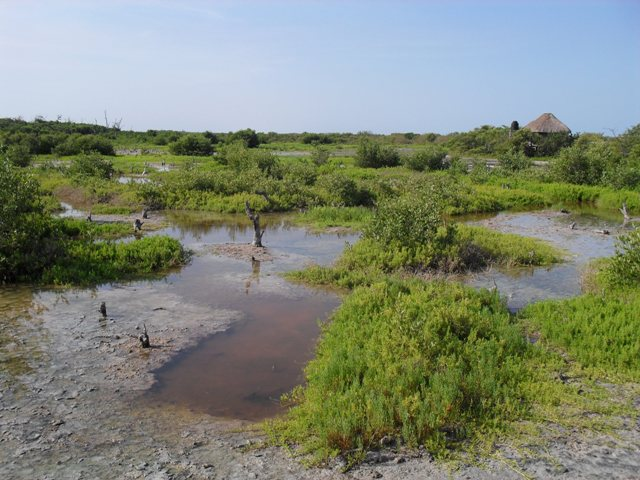
Riforestazione delle paludi

Il turismo ruota principalmente attorno all'osservazione degli uccelli, in particolare all'osservazione del famoso fenicottero rosa (Phoenicopterus ruber ruber). Il turismo è iniziato come attività economica nei primi anni '90. Alcuni pescatori fondarono le prime associazioni di barcaioli per portare i turisti in visita, senza però nessun tipo di preparazione e formazione. In passato i percorsi turistici non erano controllati e mettevano in serio pericolo la flora e la fauna del luogo. Ora invece tutte le visite sono state progettate e definite al fine di proteggere la popolazione dei fenicotteri, anche se i trasgressori continuano ad essere molti.
Attualmente, nella penisola dello Yucatan si stanno svolgendo workshop di formazione per preparare la popolazione locale e permetterle di acquisire competenze tali da poter lavorare come eco-guide turistiche.

### Attività

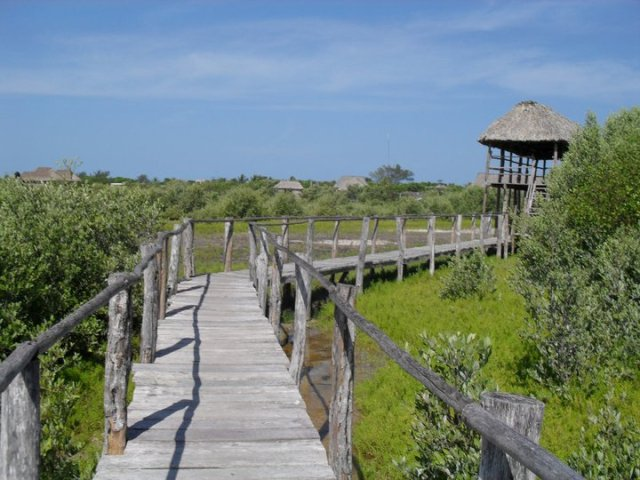
Percorso tra le paludi di mangrovie

Le diverse attività eco-turistiche programmate a Ría Celestún comprendono:
- osservazione dei coccodrilli,
- trekking nella giungla,
- kayak,
- gite in bicicletta,
- giri in lancia nelle paludi delle mangrovie.